# Nacional Fast Clube
Il Nacional Fast Clube, meglio noto come Fast Clube o anche semplicemente come Fast, è una società calcistica brasiliana con sede nella città di Manaus, capitale dello stato dell'Amazonas.

## Storia
L'8 luglio 1930, il Nacional Fast Clube è stato fondato da alcuni membri dissidenti del Nacional Futebol Clube. Vivaldo Lima, ex presidente del Nacional FC, è stato uno dei fondatori del club.
Nel 1948, il Fast Clube ha vinto il suo primo titolo, il Campionato Amazonense, vincendolo anche l'anno successivo.
Nel 1970, il club ha vinto il suo unico titolo interstatale, il Torneio do Norte, finendo davanti al Tuna Luso dello stato del Pará, entrambi i club con sette punti. Il club ha poi terminato al terzo posto nella fase finale del Torneio do Norte, dietro allo Sport e al Fortaleza.
Nel 1977, il Fast Clube ha terminato il Campeonato Brasileiro Série A al 24º posto, davanti a grandi club come Internacional e Fluminense.
Il 9 marzo 1980, allo stadio Vivaldão, il Fast Clube ha giocato contro un famoso club americano, il New York Cosmos. Torres, Beckenbauer e Chinaglia hanno giocato per il club americano. La partita è terminata 0-0 ed erano presenti 56 950 spettatori, che è stata la più alta presenza dello stadio prima che fosse demolito e sostituito dall'Arena da Amazônia per la Coppa del Mondo FIFA 2014.

## Palmarès

### Competizioni regionali
- Torneio do Norte: 1

1970

### Competizioni statali
- Campionato Amazonense: 7

1948, 1949, 1955, 1960, 1970, 1971, 2016
- Campeonato Amazonense Segunda Divisão: 1

1931

### Altri piazzamenti
- Campionato Amazonense:

Terzo posto: 2014